# BMW 315

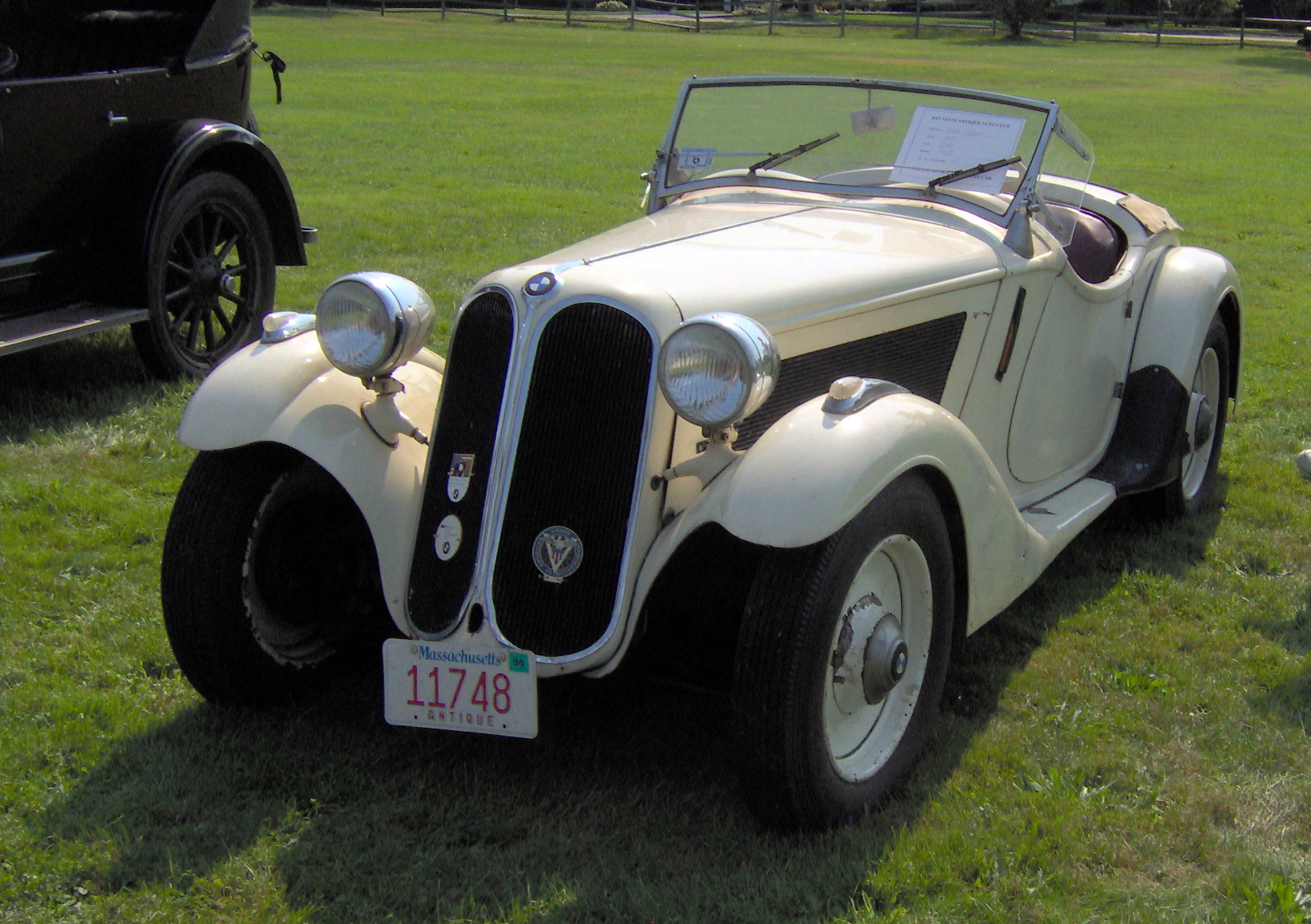
BMW 315/1 Sportwagen

BMW 315 är en personbil, tillverkad av den tyska biltillverkaren BMW mellan 1934 och 1935.
I april 1934 ersattes 303-modellen av BMW 315. Skillnaden bestod främst i den större 1,5-litersmotorn.
Sommaren 1934 tillkom sportversionen BMW 315/1. Bilen hade en enkel öppen kaross och motorn hade trimmats med högre kompressionsförhållande och trippelförgasare.

## Motor
| Modell | Motor              | Cylindervolym | Effekt | Bränslesystem    |
| ------ | ------------------ | ------------- | ------ | ---------------- |
| 315    | 6-cyl radmotor ohv | 1490 cm³      | 34 hk  | Dubbla förgasare |
| 315/1  | 6-cyl radmotor ohv | 1490 cm³      | 40 hk  | Tre förgasare    |